# كريس غافني
كريس غافني (بالإنجليزية: Chris Gaffney)‏ هو كاتب أغاني ومغن مؤلف وعازف قيثارة وموسيقي أمريكي، ولد في 3 أكتوبر 1950، وتوفي في 17 أبريل 2008 بسبب سرطان الكبد.

## وصلات خارجية
- كريس غافني على موقع ميوزك برينز (الإنجليزية)
- كريس غافني على موقع ديسكوغز (الإنجليزية)